# Landschaftsschutzpark Gostynin-Włocławek

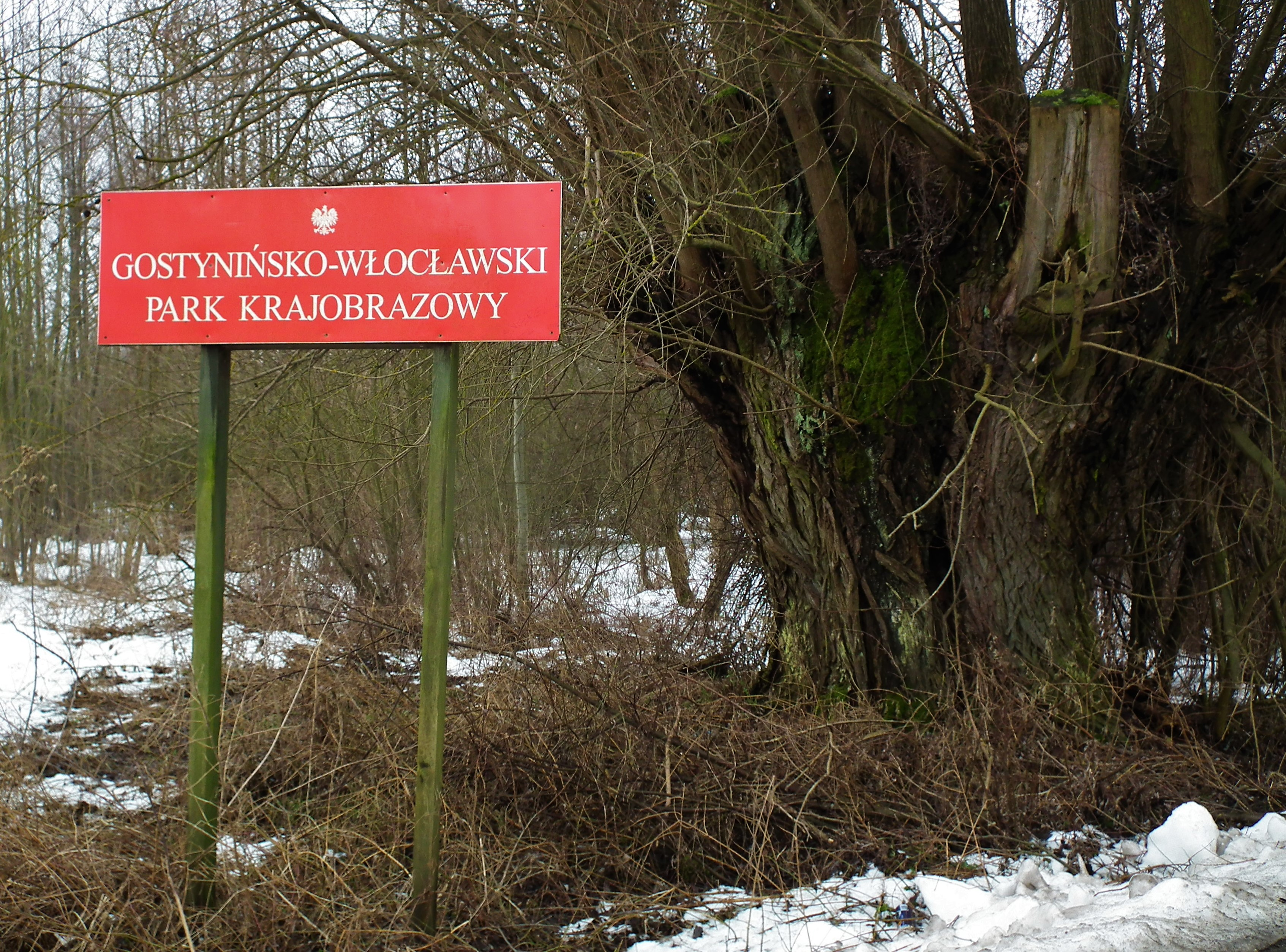
Landschaftsschutzpark Gostynin-Włocławek

Der Landschaftsschutzpark Gostynin-Włocławek (polnisch Gostynińsko-Włocławski Park Krajobrazowy, kurz GWPK) ist ein Landschaftsschutzpark (Naturpark, Naturschutzgebiet) in Polen und befindet sich zwischen Płock, Gostynin, Łąck, Włocławek und Kowal. Der Landschaftsschutzpark schützt die ausgedehnten Gebiete des Weichsel-Urstromtals. Seine Fläche entspricht fast vollständig dem Gelände der Gostynin-Włocławek-Wälder (Lasy Gostynińsko-Włocławskie). Die Gostynin-Włocławek-Wälder sind die Waldflächen, die charakteristische Eigenschaften haben und dadurch für diese Region repräsentativ sind. Sie werden von den Polnischen Staatsforsten (Lasy Państwowe) verwaltet.

## Geographie
Die Fläche des Landschaftsschutzparks Gostynin-Włocławek beträgt 389,50 km² und wird von einer 141,95 km² großen äußeren Schutzzone umgeben.

## Flora und Fauna
Auf dem Gebiet des Landschaftsschutzparks stehen viele Bäume, Pflanzen und Gewässer unter Schutz, z. B. die Jan-Eiche, die auf 300 Jahre geschätzt wird (der Baum ist etwa 20 Meter hoch und der Umfang des Stammes beträgt mehr als 5 Meter). Es gibt hier viele Zungenbeckenseen, z. B. den Lucieńskie-, den Radyszyn- und den Łąkie-See. Im Landschaftsschutzpark Gostynin-Włocławek dominieren Bäume und Waldpflanzen. Den größten Flächenanteil nehmen Kiefern- und Mischwälder ein. In den Flusstälern und rund um die Seen wachsen Au- und Erlenwälder. In der Nähe von Łąck sind Eichen- und Hainbuchenwälder zu finden.
In den 1980er Jahren wurden von Jägern unter der Führung von Czesław Sielicki und Grzegorz Wiśniewski mehrere Biber im Park freigelassen, die sich hier perfekt eingelebt haben. Interessanterweise kamen hier aus der Kampinos-Heide (Puszcza Kampinoska) Luchse, die sich ebenfalls sehr gut eingelebt haben. Geplant ist auch die Auswilderung von mehreren Wölfen.
Bis zum Jahr 2008 bestand im Landschaftsschutzpark Gostynin-Włocławek das von Czesław Sielicki gegründete Zentrum für Rehabilitation und Zucht geschützter Vögel (Ośrodek Rehabilitacji i Hodowli Ptaków Chronionych), das sich vor allem mit der Zucht der Wanderfalken beschäftigte. Das Zentrum wurde Anfang 2009 von dem Geschäftsführer des Landschaftsschutzparks aufgelöst. Die Auswilderung von Wanderfalken auf dem Gebiet des Landschaftsschutzparks wird durch das Verband Stowarzyszenie na Rzecz Dzikich Zwierząt „Sokół“ (Verband für Wildtierschutz) durchgeführt.

## Naturreservate auf dem Gelände des Landschaftsschutzparks Gostynin-Włocławek

### In der Woiwodschaft Kujawien-Pommern
- Naturschutzgebiet Gościąż
- Naturschutzgebiet Jazy
- Naturschutzgebiet Rakutowskie-See
- Naturschutzgebiet Olszyny Rakutowskie
- Naturschutzgebiet Wójtowski Grąd

### In der Woiwodschaft Masowien
- Naturschutzgebiet Jastrząbek
- Naturschutzgebiet Kresy
- Naturschutzgebiet Komory
- Naturschutzgebiet Lucień
- Naturschutzgebiet Lubaty
- Naturschutzgebiet Łąck

### In der äußeren Schutzzone des Landschaftsschutzparks (in der Woiwodschaft Masowien)
- Naturschutzgebiet Dąbrowa Łącka
- Naturschutzgebiet Jezioro Drzezno
- Naturschutzgebiet Korzeń

Geplant sind die Naturreservate „Olszyny Bobrowe“, „Bór Widłakowy“ und „Krucze Góry“.